# Pahlavuni
Pahlavuni o Palavuni (en armenio: Պահլավունի) era una familia noble armenia, una rama de la familia Camsaracano, que adquirió gran preeminencia a finales del siglo X durante los últimos años de la monarquía Bagratuni.

## Historia
Los pahlavunis eran una rama de la casa noble de los camsaracanos, que había dejado de existir como resultado de un levantamiento fallido contra el dominio árabe en Armenia, a finales del siglo VIII. En 774, la naturaleza del dominio árabe había provocado a los najarar armenios en una gran rebelión que incluía a los camsaracanos. La derrota de los rebeldes en la Batalla de Bagrauandena (Bagrevand) en abril de 775 fue seguida por una despiadada represión de la oposición en los años siguientes. 
El poder y la influencia de los camsaracanos junto con otras importantes casas najarar como las de los mamiconios y los gnunis fueron destruidos para siempre. Los que sobrevivieron fueron exiliados en el Imperio bizantino o les hicieron depender de otras casas, principalmente los arcruni y los bagrátidas.. Así, se vieron obligados a vender sus principados hereditarios a los bagrátidas armenios, como las regiones de Shirak y Arsarunia. El príncipe bagrátida Ashot el Carnívoro compró las antiguas propiedades de la familia Camsaracano alrededor del río Arpa cerca de Mren, a 34 km al sur de Ani, que también era una posesión de la dinastía Bagratuni.

## Ramas de la familia
En el siglo XI, los pahlavunis controlaron y construyeron varias fortalezas por toda Armenia, como Amberd y Bjni, y desempeñaron un papel importante en todos los asuntos del país. Según Cyril Toumanoff, tras la abdicación en 1045-1046 del príncipe Gregorio II (que recibió de la corte de Constantinopla el rango de magistros y el cargo de duque de Mesopotamia, Vaspurakan y Taraunita) en favor del emperador, los pahlavunis, bajo Oshin de Gandzak, se trasladaron a la Armenia cilicia, formando la casa de los Hetúmidas. Toumanoff también nombra la casa de Zakarid-Mxargrzeli como rama de los Pahlavunis.